# Zgrada, Tomislavov trg 6 (Samobor)
Zgrada na Tomislavovom trgu 6, građevina u mjestu i gradu Samobor, zaštićeno kulturno dobro.

## Opis
Ugrađena jednokatnica, tlocrtne L forme, dio je poteza kuća koje određuju sjevernu fasadu glavnog gradskog trga. Javne je namjene (Gradsko poglavarstvo). Građena je početkom 19. stoljeća kao stambena kuća te je preoblikovana osamdesetih godina istog stoljeća u neostilskim oblicima. Konstruktivna rješenja prostorija prizemlja u formi bačvastih i čeških svodova pripadaju djelomice najstarijoj strukturi kuće iz 18. stoljeća, a djelomice kući iz prve polovice 19. stoljeća koja je integrirala stariju. Glavno pročelje u neostilskim oblicima nastaje u posljednjoj obnovi druge polovice 19. stoljeća. Prostorni koncept čine nizovi prostorija duž glavnog pročelja s orijentacijom na trg u obje etaže.

## Zaštita
Pod oznakom Z-4667 zaveden je kao nepokretno kulturno dobro - pojedinačno, pravna statusa zaštićena kulturnog dobra, klasificirano kao "profana graditeljska baština".